# British Music Experience

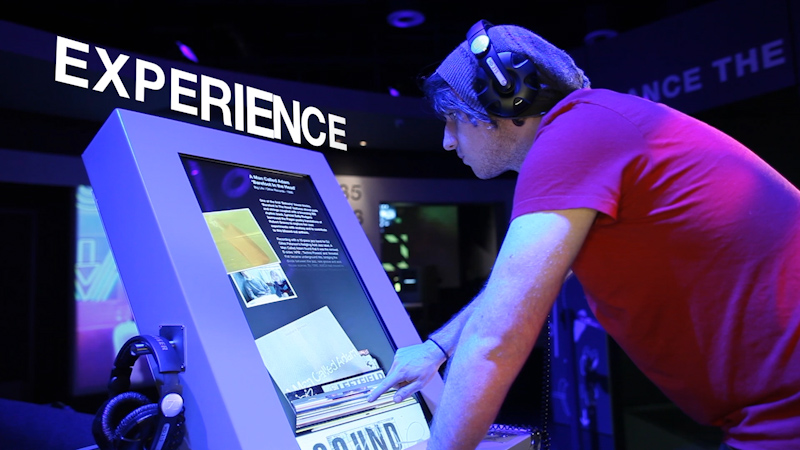

De British Music Experience is een museum in de Cunard Building in het Engelse Liverpool. Het museum ontstond in Londen in 2009 als tijdelijke tentoonstelling in de The O2; in 2015 werd bekend gemaakt dat ze naar Liverpool verhuisde. De British Music Experience focust op Britse muziek en britpop sinds 1944. Er zijn interactieve opstellingen en er worden popartefacten en -memorabilia tentoongesteld.